# Aisha Praught Leer
Aisha Praught Leer, wcześniej Aisha Praught (ur. 14 grudnia 1989 w Moline) – jamajska lekkoatletka specjalizująca się w biegach długich. Do końca maja 2015 roku reprezentowała Stany Zjednoczone.
Urodziła się w Stanach Zjednoczonych, gdzie była wychowywana przez matkę i ojczyma. W 2013 w Anglii poznała swojego biologicznego ojca, jamajskiego muzyka reggae. Zdecydowała wówczas, że będzie reprezentowała Jamajkę.
W 2016 zajęła 14. miejsce w biegu na 3000 metrów z przeszkodami podczas igrzysk olimpijskich w Rio de Janeiro. W 2016 wyszła za mąż za lekkoatletę Willa Leera.
Stawała na podium czempionatu NCAA.
Złota medalistka mistrzostw Jamajki.

## Osiągnięcia
| Rok  | Impreza                    | Miejsce        | Konkurencja                   | Pozycja     | Wynik    |
| ---- | -------------------------- | -------------- | ----------------------------- | ----------- | -------- |
| 2015 | Mistrzostwa świata         | Pekin          | bieg na 3000 m z przeszkodami | eliminacje  | DQ       |
| 2016 | Igrzyska olimpijskie       | Rio de Janeiro | bieg na 3000 m z przeszkodami | 14. miejsce | 9:34,20  |
| 2017 | Mistrzostwa świata         | Londyn         | bieg na 3000 m z przeszkodami | –           | DQ       |
| 2018 | Halowe mistrzostwa świata  | Birmingham     | bieg na 1500 m                | 6. miejsce  | 4:12,86  |
| 2018 | Igrzyska Wspólnoty Narodów | Gold Coast     | Bieg na 3000 m z przeszkodami | 1. miejsce  | 9:21,00  |
| 2018 | Puchar interkontynentalny  | Ostrawa        | bieg na 3000 m z przeszkodami | 5. miejsce  | DNF      |
| 2019 | Igrzyska panamerykańskie   | Lima           | bieg na 1500 m                | 2. miejsce  | 4:08,26  |
| 2019 | Mistrzostwa świata         | Doha           | bieg na 1500 m                | eliminacje  | 4:09,81  |
| 2021 | Igrzyska olimpijskie       | Tokio          | bieg na 1500 m                | eliminacje  | 4:15,31  |
| 2023 | Igrzyska panamerykańskie   | Santiago       | bieg na 5000 m                | 6. miejsce  | 16:23,06 |

## Rekordy życiowe
- Bieg na 1500 metrów (stadion) – 4:05,52 (2015)
- Bieg na 1500 metrów (hala) – 4:04,95 (2018)
- Bieg na milę – 4:26,14 (2019)
- Bieg na 3000 metrów (stadion) – 8:53,43 (2017)
- Bieg na 3000 metrów (hala) – 8:41,10 (2018)
- Bieg na 5000 metrów – 15:07,50 (2019) rekord Jamajki
- Bieg na 3000 metrów z przeszkodami – 9:14,09 (2018) rekord Jamajki